# Ya! Ya!
Ya! Ya! è un album del sassofonista jazz statunitense Budd Johnson, pubblicato dall'etichetta discografica Argo Records nel giugno del 1964  .
Da non confondere con l'album pubblicato nel 1970 (dalla Black and Blue Records), con lo stesso titolo.

## Tracce

### LP
Lato A
1. Ya! Ya! – 5:26 (musica: Budd Johnson)
2. Come Rain or Come Shine – 4:17 (testo: Johnny Mercer – musica: Harold Arlen)
3. Big Al – 2:05 (musica: Budd Johnson)
4. Exotique – 4:08 (musica: Esmond Edwards)

Lato B
1. The Revolution – 3:50 (musica: Budd Johnson)
2. Tag Along with Me – 2:45 (musica: Budd Johnson)
3. Chloe – 3:55 (testo: Neil Moret (Charles N. Daniels) – musica: Gus Kahn)
4. When Hearts Are Young – 4:25 (testo: Cyrus Wood – musica: Sigmund Romberg, Al Goodman)
5. Where It's At – 4:01 (musica: E. Herbert)

## Musicisti
- Budd Johnson – sassofono tenore
- Al Williams – organo
- George Duvivier – contrabbasso (brani: Ya! Ya! / Come Rain or Come Shine / Tag Along with Me / Chloe)
- Richard Davis – contrabbasso (brani: Big Al / Exotique / The Revolution / When Hearts Are Young / Where It's At)
- Belton Evans – batteria

Note aggiuntive
- Esmond Edwards – produttore, supervisione, foto copertina album originale
- Registrazioni effettuate il 20 e 21 gennaio 1964 al Sound Makers Studio di New York City, New York
- Don Bronstein – design copertina album originale
- Joe Segal – note retrocopertina album originale [3]